# 吉村流
吉村流（よしむらりゅう）とは、明治初期に吉村ふじによって創設された上方舞の流派である。

## 概説
吉村流は江戸時代末期に京都の御所に出仕した狂言師が始めた御殿舞を源流としている。家元は世襲せず、代々実力のある女性の内弟子が跡を継ぐという独特な伝統があった。
明治初期、京舞山之内流の山之内ふくの門弟だった吉村ふじは、大阪南地の花街・宗右衛門町に移り、地唄舞などの座敷舞を本分とする吉村流を起こした。
二世吉村ゆう、三世吉村雄光と家元を継いだが、第二次世界大戦の空襲でミナミ一帯は焼け野原となり、代々家元に伝わった譜面や振り付けの多くが焼失してしまった。くわえて病気がちになっていた雄光は、5歳のときから家に置いていた内弟子の橋本昇一に流派の将来を託した。
初の男性家元として昇一は四世吉村雄輝を襲名。ストーリー性を重視した新作を振り付けて、わかりやすい上方舞をめざし、一地方の花柳界の芸事だった吉村流の舞を全国的な伝統舞踊の域にまで昇華させた。その業績が認められ、人間国宝に認定、さらに文化功労者にも選ばれたが、直後に急逝した。
雄輝の実子が俳優の池畑慎之介 (ピーター) で、幼児の頃から父に厳しく仕込まれていたため、長らく「吉村雄秀」の名取名を持つ才能ある舞踊家だった。雄輝は晩年「慎之介をどうかよろしく」と家元継承を臭わせる発言もしていたが、その父が死去すると池畑は自ら「雄秀」を返上して吉村流とは決別し、実力のある内弟子が家元を継ぐという流派の伝統を守らせた。
その結果内弟子の吉村雄輝夫が五世を継いだが、襲名直後の2000年5月に急逝してしまう。このため翌年弟弟子の吉村輝章が六世を継いで、男性が3代続く形で今日に至っている。
現在は東京を本拠とし、名取は全国に約800人。

## 参考史料
- 月刊『邦楽と舞踊』51巻6月号、53巻4月号